# Lista över Sveriges forskningsbibliotek i storleksordning

## Lista över forskningsbibliotek ordnade efter antal fysiska besök i genomsnitt per dag
Samtliga uppgifter avser 2006
1. Göteborgs universitetsbibliotek 8 026
2. Lunds universitetsbibliotek 7 082
3. Uppsala universitetsbibliotek 5 238
4. Stockholms universitetsbibliotek 4 600
5. Södertörns högskolebibliotek 4 224
6. Växjö universitetsbibliotek 3 708
7. Linköpings universitetsbibliotek 3 265
8. Karlstads universitetsbibliotek 3 201
9. Karolinska Institutet Universitetsbiblioteket 2 952
10. Umeå universitetsbibliotek 2 634
11. Mittuniversitetets bibliotek (Sambiblioteket) 2 487
12. Kungliga biblioteket 556

## Lista över forskningsbibliotek ordnade efter total driftbudget
Siffror för 2006 i miljoner SEK, avrundat till närmaste miljon
1. Kungliga biblioteket 184
2. Lunds universitetsbibliotek 152
3. Uppsala universitetsbibliotek 152
4. Göteborgs universitetsbibliotek 123
5. Karolinska Institutet Universitetsbiblioteket 93
6. Stockholms universitetsbibliotek 84
7. Chalmers bibliotek 51
8. Stockholms stadsbibliotek 35 (2005)

## Lista över forskningsbibliotek ordnade efter antal hyllmeter media
Avrundat till närmaste km; siffrorna avser 2006
1. Lunds universitetsbibliotek 171 km
2. Uppsala universitetsbibliotek 134 km
3. Kungliga biblioteket 98 km
4. Göteborgs universitetsbibliotek 74 km
5. Stockholms universitetsbibliotek 60 km
6. Umeå universitetsbibliotek 31 km
7. Kungliga tekniska högskolans bibliotek 28 km
8. SLU:s bibliotek 17 km
9. Linköpings universitetsbibliotek 16 km
10. Karolinska Institutet Universitetsbiblioteket 13 km
11. Chalmers bibliotek 13 km